# اله پولا
اله پولا (به لاتین: Ellepola) یک منطقهٔ مسکونی در سری‌لانکا است که در استان مرکزی (سری‌لانکا) واقع شده‌است.